# Rhinobatos nudidorsalis
The bareback shovelnose ray or nakedback guitarfish (Rhinobatos nudidorsalis) là một loài cá thuộc họ Rhinobatidae. Nó được tìm thấy ở Mauritius và Seychelles. Môi trường sống tự nhiên của chúng là open seas.